# Nova Aurora, Paraná
Nova Aurora är en  ort och kommun i Brasilien.   Den ligger i delstaten Paraná, i den södra delen av landet, 1 100 km sydväst om huvudstaden Brasília. Antalet invånare är 11 871.
Trakten runt Nova Aurora består till största delen av jordbruksmark. Runt Nova Aurora är det ganska glesbefolkat, med 26 invånare per kvadratkilometer.